# Swati Mohan
Swati Mohan (ur. 1983, w Bengaluru, Karnataka, Indie) - dr, hindusko-amerykańska inżynier lotnictwa, sprawowała nadzór nad wytycznymi i kontrolą operacji podczas misji NASA Mars 2020. 

## Młodość i wykształcenie
Swati Mohan urodziła się w Bengaluru w Indiach, skąd rodzina wyemigrowała po roku do Stanów Zjednoczonych. Wychowywała się w północnej Wirginii, w rejonie DC Washington. Kosmosem zainteresowała się w wieku 9 lat, oglądając Star Trek. Początkowo planowała zostać pediatrą, ale mając 16 lat wybrała zajęcia z fizyki, a następnie zdecydowała się pogłębiać wiedzę o przestrzeni kosmicznej. Studiowała inżynierię mechaniczną i lotniczą na Cornell University, uzyskując następnie tytuł magistra i wreszcie - w 2010 r.- doktora na Massachusetts Institute of Technology (MIT) za doktorat z aeronautyki i astronautyki. Wspólnie z profesorem Dave`em Millerem badała operacje na orbicie w Space Systems Laboratory MIT. Pracowała również z zespołem SPHERES i nad środowiskiem testowym projektów MIT takich jak SWARM i ALMOST. Ze SPHERES wykonała dużo testów na Międzynarodowej Stacji Kosmicznej (ISS) oraz pracowała nad organizowanym przez zespół konkursem „Zero Robotics” skierowanym do uczniów klas gimnazjalnych i licealnych. 
W MIT była zaangażowana w  działania Rady Absolwentów (Graduate Student Council), Sidney-Pacific Residence Hall (w tym Sidney-Pacific Intercultural Exchange (SPICE)) oraz Stowarzyszenie Absolwentów Aeronautyki i Astronautyki (Graduate Association of Aeronautics and Astronautics) (GA ^ 3).

## Praca w NASA
Swati Mohan pracuje w Laboratorium Napędu Odrzutowego (Jet Propulsion Laboratory) NASA w Pasadenie w Kalifornii i jest kierowniczką operacji Guidance & Controls Operations dla misji Mars 2020. Do zespołu dołączyła w 2013 r. Jej rolą było  zapewnienie właściwej orientacji statku kosmicznego, przewożącego na pokładzie łazika Perseverance podczas podróży na Marsa i doprowadzenie do bezpiecznego lądowania na powierzchni planety. 
Relację na żywo z  lądowaniu łazika na Marsie 18 lutego 2021 r. nadawała bezpośrednio z Centrum Kontroli Misji. Po wypowiedzianych przez nią słowach "Przyziemienie potwierdzone", Centrum Kontroli Misji JPL wybuchło świętowaniem, klaskaniem i wzajemnymi gratulacjami (z zachowaniem dystansu społecznego z powodu COVID-19). 

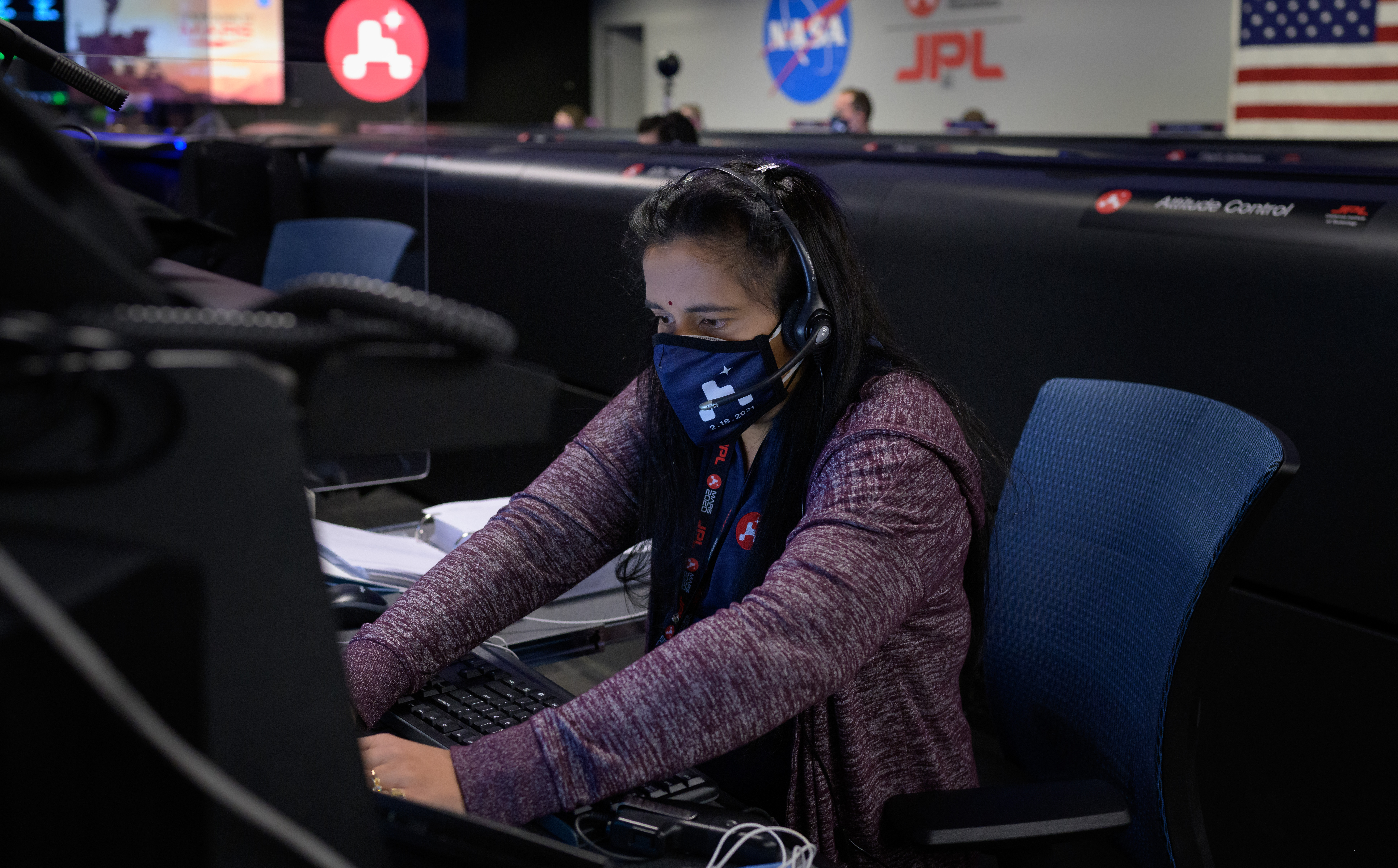
Dr Swati Mohan analizuje dane dotyczące lądowania na Marsie łazika Perseverance, 18 lutego 2021

Mohan tak wyjaśniła system nawigacji podczas lądowania: „Perseverance będzie pierwszą misją wykorzystującą Terrain-Relative Navigation [system nawigacji zależnej od terenu]. Opadając na spadochronie, będzie robić zdjęcia powierzchni Marsa i decydować, dokąd się udać, na podstawie tego, co widzi. To wreszcie będzie jak lądowanie z otwartymi oczami - posiadanie tej nowej technologii naprawdę pozwala wylądować na znacznie trudniejszym terenie niż [to było w przypadku] Curiosity czy jakiejkolwiek poprzedniej misji na Marsa".
Wcześniej pracowała nad misją Cassini na Saturna i GRAIL, parą małych statków kosmicznych, które mapowały pole grawitacyjne Księżyca.

## Publikacje (wybór)
- Babuscia, Alessandra; Van de Loo, Mark; Wei, Quantum J.; Pan, Serena; Mohan, Swati; Seager, Sara (2014). "Inflatable antenna for cubesat: fabrication, deployment and results of experimental tests". 2014 IEEE Aerospace Conference. Big Sky, MT: IEEE: 1–12, ISBN 978-1-4799-1622-1
- Mohan, Swati; Miller, David (18 sierpnia 2008). "SPHERES Reconfigurable Control Allocation for Autonomous Assembly". AIAA Guidance, Navigation and Control Conference and Exhibit. Honolulu, Hawaii: American Institute of Aeronautics and Astronautics, ISBN 978-1-60086-999-0
- Scharf, Daniel P.; Regehr, Martin W.; Vaughan, Geoffery M.; Benito, Joel; Ansari, Homayoon; Aung, MiMi; Johnson, Andrew; Casoliva, Jordi; Mohan, Swati; Dueri, Daniel; Acikmese, Behcet (2014-03). "ADAPT demonstrations of onboard large-divert Guidance with a VTVL rocket". 2014 IEEE Aerospace Conference. Big Sky, MT, USA: IEEE: 1–18, ISBN 978-1-4799-1622-1
- Mohan, Swati; Miller, David (10 sierpnia 2009). "SPHERES Reconfigurable Framework and Control System Design for Autonomous Assembly". AIAA Guidance, Navigation, and Control Conference. Chicago, Illinois: American Institute of Aeronautics and Astronautics, ISBN 978-1-60086-978-5
- Mohan, Swati; Miller, David W. (2014-09). "Dynamic Control Model Calculation: A Model Generation Architecture for Autonomous On-Orbit Assembly". Journal of Spacecraft and Rockets. 51 (5): 1430–1453, ISSN 0022-4650[22]

## Rodzina
Dr Mohan jest żoną  dr Santhosha Nadipurama, lekarza pediatry zajmującego się chorobami zakaźnymi i naukowca z Cedars-Sinai w Los Angeles, który również zajmuje się  chorobami zakaźnymi u dzieci w David Geffen School of Medicine na UCLA. Para ma dwie córki, z których jedna urodziła się po tym, jak w 2013 r, dr Mohan rozpoczęła pracę nad projektem Mars 2020. Ojciec Swati,Srinivas Mohan Prabandham i matka, Jyoti Mohan, mieszkają na Florydzie.